# سفارة أذربيجان في الصين
سفارة أذربيجان في الصين هي أرفع تمثيل دبلوماسي لدولة أذربيجان لدى الصين. تقع السفارة في بكين وهي تهدف لتعزيز المصالح الأذربيجانية في الصين.

## وصلات خارجية
- قائمة سفارات أذربيجان
- قائمة السفارات في الصين